# Olga Sánchez Cordero
Olga María del Carmen Sánchez Cordero Dávila (Città del Messico, 16 luglio 1947) è una giurista e politica messicana, presidente del Senato dal 2021 al 2022 e segretaria dell'interno dal 2018 al 2021.

## Biografia
Nata a Città del Messico il 16 luglio 1947, si laurea in giurisprudenza nel 1969 presso l'Università Nazionale Autonoma del Messico. Successivamente diviene la prima donna di professione notaio della capitale. Nel gennaio 1995 l'allora presidente del Messico Ernesto Zedillo la nomina giudice della Corte Suprema di Giustizia della Nazione, decisione approvata anche dal Senato. Rimane in carica fino al novembre 2015.

### Carriera politica
All'elezioni del 2018 viene eletta senatrice con il partito Morena. Tuttavia rimane pochi mesi perché nominata dal presidente eletto Andrés Manuel López Obrador segretaria dell'interno, divenendo la prima donna a ricoprire tale carica.
Si dimette dall'incarico nell'agosto 2021 per rientrare al Senato. Durante tale mandato diventa presidente di tale Camera dal settembre 2021 all'agosto 2022.

## Vita privata
È sposata con Eduardo García Villegas, col quale ha tre figli.